# رالف وارن
رالف وارن (بالإنجليزية: Ralph Warren)‏ هو لاعب كرة قدم أمريكية أمريكي، ولد في 21 أغسطس 1871 في مونتكلير ‏ في الولايات المتحدة، وتوفي في 3 سبتمبر 1928.